# Soveyseh-ye Chahār
Soveyseh-ye Chahār (persiska: Soveyseh-ye Şāleḩ, سویسه چهار) är en ort i Iran.   Den ligger i provinsen Khuzestan, i den centrala delen av landet, 600 km sydväst om huvudstaden Teheran. Soveyseh-ye Chahār ligger 14 meter över havet och antalet invånare är 781.
Terrängen runt Soveyseh-ye Chahār är mycket platt. Runt Soveyseh-ye Chahār är det ganska tätbefolkat, med 144 invånare per kvadratkilometer. Närmaste större samhälle är Jongīyeh, 12,6 km norr om Soveyseh-ye Chahār. Omgivningarna runt Soveyseh-ye Chahār är i huvudsak ett öppet busklandskap.